# Złotokłos (gromada)
Złotokłos – dawna gromada, czyli najmniejsza jednostka podziału terytorialnego Polskiej Rzeczypospolitej Ludowej w latach 1954–1972.
Gromady, z gromadzkimi radami narodowymi (GRN) jako organami władzy najniższego stopnia na wsi, funkcjonowały od reformy reorganizującej administrację wiejską przeprowadzonej jesienią 1954 do momentu ich zniesienia z dniem 1 stycznia 1973, tym samym wypierając organizację gminną w latach 1954–1972.
Gromadę Złotokłos z siedzibą GRN w Złotokłosie utworzono – jako jedną z 8759 gromad na obszarze Polski – w powiecie piaseczyńskim w woj. warszawskim, na mocy uchwały nr VI/10/12/54 WRN w Warszawie z dnia 5 października 1954. W skład jednostki weszły obszary dotychczasowych gromad Runów, Szczaki, Wólka-Pracka i Złotokłos ze zniesionej gminy Głosków w powiecie piaseczyńskim oraz obszar dotychczasowej gromady Henryków-Urocze ze zniesionej gminy Komorniki w powiecie pruszkowskim (woj. warszawskie). Dla gromady ustalono 18 członków gromadzkiej rady narodowej.
31 grudnia 1961 gromadę zniesiono, włączając jej obszar do gromady Głosków w tymże powiecie.